# На страже смерти
«На страже смерти» (англ. Deathwatch) — фильм ужасов 2002 года режиссёра Майкла Дж. Бассетта. Премьера фильма состоялась 6 октября 2002 года.

## Сюжет
1917 год, Первая мировая война. Шестнадцатилетний парень Чарльз Шекспир, соврав что ему 19, добровольцем попадает на фронт. Здесь на передовой Шекспир понимает, что война — это вовсе не то, что он себе представлял — она для него оказывается чересчур бессмысленной и жестокой. В ходе одного из наступлений против роты Шекспира применяется газ, и капитан Дженнингс решает отступить. Заблудившись при отступлении в тумане, остатки роты в противогазах вместе с раненым солдатом выходят на покинутую немцами большую траншею, где осталось трое немецких солдат, держащих непонятно от кого оборону. Квин убивает одного немца, избивает другого, третьему удаётся сбежать. Британские солдаты занимают траншею и намереваются дождаться подкрепления, так как капитану неизвестно что делать дальше и в каком направлении двигаться. Вскоре, допросив пленного немца, рота узнаёт, что такое обширное скопище трупов немецких солдат — это вовсе не следствие их противостояния врагу, это они сами перебили друг друга, и то же самое произойдёт и с ними, с британцами. Начинает проявляться некая потусторонняя сила, которая влияет на разум людей, заставляя их убивать друг друга.
Связист, сидящий рядом с раненым солдатом, начинает слышать голоса, а рядового Старински ночью душит колючая проволока. Бойцы сваливают трупы в кучу, чтобы сбежавшие от них выжившие немцы не могли спрятаться в них. Дженнингс слыша голоса нечаянно убивает Хоукстоуна. Квин начинает неадекватно себя вести и нападает на Дженнингса, когда тот пытается остановить одного из своих людей, решившего покинуть окопы, в которых начинает сходить с ума. Ситуацию накаляет то, что священник убивает дезертира, что подстёгивает Квина к жёстким действиям. Состояние раненого солдата ухудшается, если срочно не сделать ему операцию — его погубит гангрена. На следующий день Квин вешает пленного немца на крест и пытает, чтобы выманить его товарищей, которые якобы засели около траншей. Дженнингс приказывает сержанту построить роту, от которой осталось всего несколько человек, сержант возражает, и капитан отстраняет его от службы. Чарли пытается остановить разошедшегося Квина. Капитан замечает его отсутствие на осмотре роты и решает узнать, чем он там занимается. Между Квином и Дженнингсом разгорается ссора и в пылу Квин убивает его ножом. Чарли пытается его остановить, но не может выстрелить, вдруг из-под земли вылезает колючая проволока, погубившая многих других. Квина проволока протыкает насквозь, и он умирает в страшных мучениях. Чарли освобождает немца — теперь каждый заботится о себе сам — даёт ему винтовку и уходит за остальными. Первым он находит раненого солдата, тот радуется, что может шевелить ногой, но когда Чарли приподнял лежавший на нём брезент, то оказалось, что шевелилась не его нога, а крысы, которые грызли его голени, отмершие от гангрены. Чарли добивает раненого из милосердия. Священник пытается убить медика и взорвать траншеи с помощью динамита. Взорвать траншеи не удаётся, а священник убивает медика выстрелом в голову. Чарли убивает и священника. В поисках немца Чарли натыкается на гору трупов, которую они сами свалили, неожиданно земля под трупами начала проседать и Чарли падает в подземелья.
Там он увидел всех погибших товарищей, сидящих у костра. Напуганный до смерти, он выбегает оттуда в траншеи.
Там он встречает пленного немца. Но он наставляет на него винтовку.

— Что ты делаешь? Я ведь спас тебе жизнь!
— Вот именно — ты единственный, кто попытался, и потому ты свободен.
(Немец показывает на лестницу, ведущую наверх из траншей)
— Спасибо.

Чарли выходит из окопов и уходит в туман. Немецкий солдат сидит на ящике и за его спиной показывается ещё одна группа британцев, наткнувшихся на траншею…

## В ролях
| Актёр             | Роль                  |
| ----------------- | --------------------- |
| Джейми Белл       | Чарли Шекспир         |
| Лоуренс Фокс      | капитан Дженнингс     |
| Хьюго Спир        | сержант Тэйт          |
| Мэттью Рис        | капрал "Док" Фэрветер |
| Крис Маршалл      | рядовой Старинский    |
| Дин Леннокс Келли | рядовой Макнес        |
| Хью О’Конор       | рядовой Брэдфорд      |
| Ханс Мэтисон      | рядовой Хоукстоун     |
| Энди Серкис       | рядовой Квин          |
| Руайдри Конрой    | рядовой Шивас         |
| Торбен Либрехт    | Фридрих               |
| Майк Дауни        | офицер Пламмер        |
| Роман Горак       | немецкий солдат       |

## Художественные особенности
Большая часть происходит в окопах и траншеях, наполненных трупами немецких солдат. При этом сами окопы представляют собой порой запутанные ходы, схожие с лабиринтом. Ввиду этого общая цветовая гамма фильма выдержана в тёмных серо-коричневых тонах, которые создают окружающие героев грязь, земля и глина.

## Немецкий дубляж
В немецком дубляже немецкие солдаты разговаривают на французском языке.